# Muljanka
Il fiume Muljanka (in russo Мулянка) è un affluente di sinistra del Kama, nel Territorio di Perm' nella Russia europea.
La sorgente del fiume si trova nel territorio della città di Perm', vicino al villaggio di Zvëzdnyj. La foce del fiume si trova a 672 km dalla foce della Kama lungo la riva sinistra del bacino di Votkinsk. La larghezza del fiume è molto variabile e in alcuni punti raggiunge i 400 m. La lunghezza del Muljanka è di 52 chilometri, mentre la superficie del bacino idrografico è di 467 km². Il Muljanka ha diversi tributari, il più grande di essi è il Pyž (lungo 22 km).
Sulle rive del fiume si trova il villaggio di Verchnie Mulla, uno dei più antichi insediamenti di Perm'.
Dato che il fiume attraversa la città di Perm', la prossimità della zona industriale cittadina ha un'influenza pesante sull'ecologia del fiume.